# 漢考克 (新罕布什爾州普查規定居民點)
漢考克（英語：Hancock）是位於美國新罕布什爾州希爾斯波羅縣的普查規定居民點。

## 人口
根據2020年美國人口普查的數據，漢考克的面積為1.09平方千米，當中陸地面積為0.92平方千米，而水域面積為0.17平方千米。當地共有人口213人，而人口密度為每平方千米195.41人。